# Orthonevra auritarsis
Orthonevra auritarsis är en tvåvingeart som beskrevs av Bradescu 1992. Orthonevra auritarsis ingår i släktet glansblomflugor, och familjen blomflugor.
Artens utbredningsområde är Rumänien. Inga underarter finns listade i Catalogue of Life.